# Hearts in Atlantis (película)
Hearts in Atlantis (conocida como Corazones en la Atlántida en España y Nostalgia del pasado en Hispanoamérica) es una película dramática estadounidense de 2001 dirigida por Scott Hicks. Está basada en el cuento de Stephen King "Low Men in Yellow Coats", de su colección de historias Hearts in Atlantis.

## Argumento
Hearts in Atlantis cuenta la historia de Robert "Bobby" Garfield (David Morse), un hombre de mediana edad que recuerda su pasado, en particular el verano cuando era un niño de once años de edad (Anton Yelchin). Durante ese verano, él y sus dos amigos, Carol Gerber (Mika Boorem) y John "Sully" Sullivan (Will Rothhaar), vivieron muchas cosas juntos. Lo más misterioso fue conocer a un veterano viajante llamado Ted Brautigan (Anthony Hopkins).
Bobby vive con su madre viuda, la egocéntrica Liz Garfield (Hope Davis), quien toma a Brautigan como huésped. Ted se hace amigo del solitario Bobby, mientras que su madre está ocupada con su trabajo - entreteniendo a su jefe como forma de pago de una deuda supuestamente dejada por el fallecido padre de Bobby. Poco a poco, ambos entablan una relación de padre-hijo.

## Reparto
- Anthony Hopkins - Ted Brautigan
- David Morse - Robert "Bobby" Garfield
- Anton Yelchin - Robert "Bobby" Garfield, a los 11 años
- Hope Davis - Elizabeth "Liz" Garfield
- Mika Boorem - Carol Gerber/Molly
- Deirdre O'Connell - Señora Gerber
- Will Rothhaar - John "Sully" Sullivan
- Timothy Reifsnyder - Harry Doolin
- Alan Tudyk - Monte Man
- Tom Bower - Len Files
- Celia Weston - Alana Files